# Copa Libertadores 1977
La Copa Libertadores 1977 fue la decimoctava edición del torneo de clubes más importante de América del Sur, organizado por la Confederación Sudamericana de Fútbol, en la que participaron equipos de diez países sudamericanos: Argentina, Bolivia, Brasil, Chile, Colombia, Ecuador, Paraguay, Perú, Uruguay y Venezuela.
El campeón fue Boca Juniors de Argentina, que alcanzó así su primer título en la competición. Gracias a él, disputó la Copa Intercontinental 1977 ante Borussia Mönchengladbach de Alemania, y la Copa Interamericana 1977 ante América de México. Además, clasificó automáticamente a la segunda fase de la Copa Libertadores 1978.

## Formato
La competición se disputó bajo el mismo formato que se venía utilizando desde la edición de 1974. El campeón vigente accedió de manera directa a la segunda fase, mientras que los 20 equipos restantes disputaron la primera. En ella, los clubes fueron divididos en cinco grupos de 4 equipos cada uno de acuerdo a sus países de origen, de manera que los dos representantes de una misma asociación nacional debían caer en la misma zona. El ganador de cada uno de los cinco grupos clasificó a la segunda fase, uniéndose al campeón vigente, estableciéndose dos zonas de 3 equipos. El primer posicionado en cada una de ellas accedió a la final, que se llevó a cabo en encuentros de ida y vuelta, disputándose un partido de desempate en caso de ser necesario.
|                           |                           | Equipos que entran en esta fase                                                                          | Equipos que provienen de la fase anterior |
| ------------------------- | ------------------------- | --- | ----------------------------------------- |
| Primera fase (20 equipos) | Primera fase (20 equipos) | - 2 equipos de Argentina, Bolivia, Brasil, Chile, Colombia, Ecuador, Paraguay, Perú, Uruguay y Venezuela |                                           |
| Segunda fase (6 equipos)  | Segunda fase (6 equipos)  | - 1 equipo, campeón de la Copa Libertadores 1976                                                         | - 5 equipos primeros de la Primera fase   |
| Final (2 equipos)         | Final (2 equipos)         | | - 2 equipos primeros de la Segunda fase   |

## Equipos participantes
En cursiva los equipos debutantes en el torneo.
| País                             | Equipo                             | Vía de clasificación |
| -------------------------------- | ---------------------------------- | --- |
| Argentina 2 cupos                | Boca Juniors River Plate           | Campeón del Campeonato Metropolitano 1976 y del Campeonato Nacional 1976 Ganador del partido entre los subcampeones del Campeonato Metropolitano y del Campeonato Nacional |
| Bolivia 2 cupos                  | Bolívar Oriente Petrolero          | Campeón del Campeonato de Primera División 1976 Subcampeón del Campeonato de Primera División 1976                                                                         |
| Brasil 2 cupos + campeón vigente | Cruzeiro Internacional Corinthians | Campeón de la Copa Libertadores 1976 Campeón del Campeonato Brasileño de 1976 Subcampeón del Campeonato Brasileño de 1976                                                  |
| Chile 2 cupos                    | Everton Universidad de Chile       | Campeón del Campeonato de Primera División 1976 Ganador de la Liguilla Pre-Libertadores 1976                                                                               |
| Colombia 2 cupos                 | Atlético Nacional Deportivo Cali   | Campeón del Campeonato Colombiano 1976 Subcampeón del Campeonato Colombiano 1976                                                                                           |
| Ecuador 2 cupos                  | El Nacional Deportivo Cuenca       | Campeón del Campeonato Ecuatoriano de 1976 Subcampeón del Campeonato Ecuatoriano de 1976                                                                                   |
| Paraguay 2 cupos                 | Libertad Olimpia                   | Campeón del Campeonato Paraguayo de 1976 Ganador del Play-Offs entre en Vicecampeón del Campeonato Paraguayo 1976 y el Campeón del Torneo República 1976                   |
| Perú 2 cupos                     | Unión Huaral Sport Boys            | Campeón del Campeonato Descentralizado 1976 Subcampeón del Campeonato Descentralizado 1976                                                                                 |
| Uruguay 2 cupos                  | Defensor Peñarol                   | 1.º puesto de la Liguilla Pre-Libertadores de América de 1976 2.º puesto de la Liguilla Pre-Libertadores de América de 1976                                                |
| Venezuela 2 cupos                | Portuguesa Estudiantes de Mérida   | Campeón de la Primera División Venezolana 1976 Subcampeón de la Primera División Venezolana 1976                                                                           |

### Distribución geográfica de los equipos
Distribución geográfica de las sedes de los equipos participantes:

## Primera fase

### Grupo 1
| Equipo            | Pts. | PJ | PG | PE | PP | GF | GC | DG |
| ----------------- | ---- | -- | -- | -- | -- | -- | -- | -- |
| Boca Juniors      | 10   | 6  | 4  | 2  | 0  | 5  | 0  | 5  |
| River Plate       | 6    | 6  | 1  | 4  | 1  | 5  | 5  | 0  |
| Defensor Sporting | 5    | 6  | 1  | 3  | 2  | 5  | 7  | –2 |
| Peñarol           | 3    | 6  | 1  | 1  | 4  | 7  | 10 | –3 |

| \| Fecha \| Lugar \| Local \| Resultado \| Visitante \| \| ----------- \| ------------ \| ----------------- \| --------- \| ----------------- \| \| 9 de marzo \| Buenos Aires \| Boca Juniors \| 1:0 \| River Plate \| \| 31 de marzo \| Montevideo \| Peñarol \| 0:2 \| Defensor Sporting \| \| 13 de abril \| Buenos Aires \| River Plate \| 2:1 \| Peñarol \| \| 14 de abril \| Montevideo \| Defensor Sporting \| 0:0 \| Boca Juniors \| \| 20 de abril \| Montevideo \| Peñarol \| 0:1 \| Boca Juniors \| \| 21 de abril \| Buenos Aires \| River Plate \| 1:1 \| Defensor Sporting \| \| 26 de abril \| Montevideo \| Peñarol \| 2:2 \| River Plate \| \| 28 de abril \| Buenos Aires \| Boca Juniors \| 2:0 \| Defensor Sporting \| \| 11 de mayo \| Buenos Aires \| Boca Juniors \| 1:0 \| Peñarol \| \| 12 de mayo \| Montevideo \| Defensor Sporting \| 0:0 \| River Plate \| \| 18 de mayo \| Montevideo \| Defensor Sporting \| 2:4 \| Peñarol \| \| 18 de mayo \| Buenos Aires \| River Plate \| 0:0 \| Boca Juniors \| |              |                   |           |                   |
| Fecha | Lugar        | Local             | Resultado | Visitante         |
| 9 de marzo | Buenos Aires | Boca Juniors      | 1:0       | River Plate       |
| 31 de marzo | Montevideo   | Peñarol           | 0:2       | Defensor Sporting |
| 13 de abril | Buenos Aires | River Plate       | 2:1       | Peñarol           |
| 14 de abril | Montevideo   | Defensor Sporting | 0:0       | Boca Juniors      |
| 20 de abril | Montevideo   | Peñarol           | 0:1       | Boca Juniors      |
| 21 de abril | Buenos Aires | River Plate       | 1:1       | Defensor Sporting |
| 26 de abril | Montevideo   | Peñarol           | 2:2       | River Plate       |
| 28 de abril | Buenos Aires | Boca Juniors      | 2:0       | Defensor Sporting |
| 11 de mayo | Buenos Aires | Boca Juniors      | 1:0       | Peñarol           |
| 12 de mayo | Montevideo   | Defensor Sporting | 0:0       | River Plate       |
| 18 de mayo | Montevideo   | Defensor Sporting | 2:4       | Peñarol           |
| 18 de mayo | Buenos Aires | River Plate       | 0:0       | Boca Juniors      |

### Grupo 2
| Equipo            | Pts. | PJ | PG | PE | PP | GF | GC | DG |
| ----------------- | ---- | -- | -- | -- | -- | -- | -- | -- |
| Deportivo Cali    | 8    | 6  | 4  | 0  | 2  | 12 | 5  | 7  |
| Bolívar           | 7    | 6  | 3  | 1  | 2  | 7  | 4  | 3  |
| Oriente Petrolero | 5    | 6  | 2  | 1  | 3  | 6  | 7  | –1 |
| Atlético Nacional | 4    | 6  | 2  | 0  | 4  | 5  | 14 | –9 |

| \| Fecha \| Lugar \| Local \| Resultado \| Visitante \| \| ----------- \| ---------- \| ----------------- \| --------- \| ----------------- \| \| 24 de abril \| La Paz \| Bolívar \| 1:0 \| Oriente Petrolero \| \| 27 de abril \| Medellín \| Atlético Nacional \| 0:3 \| Deportivo Cali \| \| 4 de mayo \| La Paz \| Bolívar \| 3:0 \| Deportivo Cali \| \| 4 de mayo \| Santa Cruz \| Oriente Petrolero \| 4:0 \| Atlético Nacional \| \| 8 de mayo \| La Paz \| Bolívar \| 3:0 \| Atlético Nacional \| \| 8 de mayo \| Santa Cruz \| Oriente Petrolero \| 1:0 \| Deportivo Cali \| \| 15 de mayo \| Cali \| Deportivo Cali \| 3:1 \| Atlético Nacional \| \| 15 de mayo \| Santa Cruz \| Oriente Petrolero \| 0:0 \| Bolívar \| \| 19 de mayo \| Cali \| Deportivo Cali \| 3:0 \| Bolívar \| \| 19 de mayo \| Medellín \| Atlético Nacional \| 3:1 \| Oriente Petrolero \| \| 22 de mayo \| Cali \| Deportivo Cali \| 3:0 \| Oriente Petrolero \| \| 22 de mayo \| Medellín \| Atlético Nacional \| 1:0 \| Bolívar \| |            |                   |           |                   |
| Fecha | Lugar      | Local             | Resultado | Visitante         |
| 24 de abril | La Paz     | Bolívar           | 1:0       | Oriente Petrolero |
| 27 de abril | Medellín   | Atlético Nacional | 0:3       | Deportivo Cali    |
| 4 de mayo | La Paz     | Bolívar           | 3:0       | Deportivo Cali    |
| 4 de mayo | Santa Cruz | Oriente Petrolero | 4:0       | Atlético Nacional |
| 8 de mayo | La Paz     | Bolívar           | 3:0       | Atlético Nacional |
| 8 de mayo | Santa Cruz | Oriente Petrolero | 1:0       | Deportivo Cali    |
| 15 de mayo | Cali       | Deportivo Cali    | 3:1       | Atlético Nacional |
| 15 de mayo | Santa Cruz | Oriente Petrolero | 0:0       | Bolívar           |
| 19 de mayo | Cali       | Deportivo Cali    | 3:0       | Bolívar           |
| 19 de mayo | Medellín   | Atlético Nacional | 3:1       | Oriente Petrolero |
| 22 de mayo | Cali       | Deportivo Cali    | 3:0       | Oriente Petrolero |
| 22 de mayo | Medellín   | Atlético Nacional | 1:0       | Bolívar           |

### Grupo 3
| Equipo           | Pts. | PJ | PG | PE | PP | GF | GC | DG |
| ---------------- | ---- | -- | -- | -- | -- | -- | -- | -- |
| Internacional    | 9    | 6  | 4  | 1  | 1  | 9  | 4  | 5  |
| El Nacional      | 7    | 6  | 3  | 1  | 2  | 6  | 6  | 0  |
| Corinthians      | 5    | 6  | 2  | 1  | 3  | 10 | 6  | 4  |
| Deportivo Cuenca | 3    | 6  | 1  | 1  | 4  | 3  | 12 | –9 |

| \| Fecha \| Lugar \| Local \| Resultado \| Visitante \| \| ----------- \| ------------ \| ---------------- \| --------- \| ---------------- \| \| 3 de abril \| Quito \| El Nacional \| 0:0 \| Deportivo Cuenca \| \| 3 de abril \| São Paulo \| Corinthians \| 1:1 \| Internacional \| \| 9 de abril \| Quito \| El Nacional \| 2:1 \| Corinthians \| \| 10 de abril \| Cuenca \| Deportivo Cuenca \| 0:2 \| Internacional \| \| 13 de abril \| Cuenca \| Deportivo Cuenca \| 2:1 \| Corinthians \| \| 13 de abril \| Quito \| El Nacional \| 2:0 \| Internacional \| \| 24 de abril \| Cuenca \| Deportivo Cuenca \| 0:2 \| El Nacional \| \| 24 de abril \| Porto Alegre \| Internacional \| 1:0 \| Corinthians \| \| 30 de abril \| São Paulo \| Corinthians \| 3:0 \| El Nacional \| \| 1 de mayo \| Porto Alegre \| Internacional \| 3:1 \| Deportivo Cuenca \| \| 4 de mayo \| São Paulo \| Corinthians \| 4:0 \| Deportivo Cuenca \| \| 5 de mayo \| Porto Alegre \| Internacional \| 2:0 \| El Nacional \| |              |                  |           |                  |
| Fecha | Lugar        | Local            | Resultado | Visitante        |
| 3 de abril | Quito        | El Nacional      | 0:0       | Deportivo Cuenca |
| 3 de abril | São Paulo    | Corinthians      | 1:1       | Internacional    |
| 9 de abril | Quito        | El Nacional      | 2:1       | Corinthians      |
| 10 de abril | Cuenca       | Deportivo Cuenca | 0:2       | Internacional    |
| 13 de abril | Cuenca       | Deportivo Cuenca | 2:1       | Corinthians      |
| 13 de abril | Quito        | El Nacional      | 2:0       | Internacional    |
| 24 de abril | Cuenca       | Deportivo Cuenca | 0:2       | El Nacional      |
| 24 de abril | Porto Alegre | Internacional    | 1:0       | Corinthians      |
| 30 de abril | São Paulo    | Corinthians      | 3:0       | El Nacional      |
| 1 de mayo | Porto Alegre | Internacional    | 3:1       | Deportivo Cuenca |
| 4 de mayo | São Paulo    | Corinthians      | 4:0       | Deportivo Cuenca |
| 5 de mayo | Porto Alegre | Internacional    | 2:0       | El Nacional      |

### Grupo 4
| Equipo               | Pts. | PJ | PG | PE | PP | GF | GC | DG |
| -------------------- | ---- | -- | -- | -- | -- | -- | -- | -- |
| Libertad             | 8    | 6  | 3  | 2  | 1  | 10 | 5  | 5  |
| Universidad de Chile | 6    | 6  | 3  | 0  | 3  | 3  | 6  | –3 |
| Everton              | 5    | 6  | 2  | 1  | 3  | 7  | 8  | –1 |
| Olimpia              | 5    | 6  | 1  | 3  | 2  | 5  | 6  | –1 |

| \| Fecha \| Lugar \| Local \| Resultado \| Visitante \| \| ----------- \| ------------ \| -------------------- \| --------- \| -------------------- \| \| 1 de abril \| Viña del Mar \| Everton \| 2:0 \| Universidad de Chile \| \| 1 de abril \| Asunción \| Libertad \| 2:2 \| Olimpia \| \| 6 de abril \| Santiago \| Universidad de Chile \| 1:0 \| Libertad \| \| 9 de abril \| Santiago \| Universidad de Chile \| 1:0 \| Olimpia \| \| 10 de abril \| Viña del Mar \| Everton \| 1:3 \| Libertad \| \| 14 de abril \| Viña del Mar \| Everton \| 1:0 \| Olimpia \| \| 20 de abril \| Santiago \| Universidad de Chile \| 1:0 \| Everton \| \| 20 de abril \| Asunción \| Olimpia \| 0:0 \| Libertad \| \| 26 de abril \| Asunción \| Libertad \| 3:0 \| Universidad de Chile \| \| 29 de abril \| Asunción \| Olimpia \| 1:0 \| Universidad de Chile \| \| 3 de mayo \| Asunción \| Olimpia \| 2:2 \| Everton \| \| 6 de mayo \| Asunción \| Libertad \| 2:1 \| Everton \| |              |                      |           |                      |
| Fecha | Lugar        | Local                | Resultado | Visitante            |
| 1 de abril | Viña del Mar | Everton              | 2:0       | Universidad de Chile |
| 1 de abril | Asunción     | Libertad             | 2:2       | Olimpia              |
| 6 de abril | Santiago     | Universidad de Chile | 1:0       | Libertad             |
| 9 de abril | Santiago     | Universidad de Chile | 1:0       | Olimpia              |
| 10 de abril | Viña del Mar | Everton              | 1:3       | Libertad             |
| 14 de abril | Viña del Mar | Everton              | 1:0       | Olimpia              |
| 20 de abril | Santiago     | Universidad de Chile | 1:0       | Everton              |
| 20 de abril | Asunción     | Olimpia              | 0:0       | Libertad             |
| 26 de abril | Asunción     | Libertad             | 3:0       | Universidad de Chile |
| 29 de abril | Asunción     | Olimpia              | 1:0       | Universidad de Chile |
| 3 de mayo | Asunción     | Olimpia              | 2:2       | Everton              |
| 6 de mayo | Asunción     | Libertad             | 2:1       | Everton              |

### Grupo 5
| Equipo                | Pts. | PJ | PG | PE | PP | GF | GC | DG |
| --------------------- | ---- | -- | -- | -- | -- | -- | -- | -- |
| Portuguesa            | 10   | 6  | 4  | 2  | 0  | 10 | 2  | 8  |
| Unión Huaral          | 6    | 6  | 2  | 2  | 2  | 5  | 6  | –1 |
| Estudiantes de Mérida | 6    | 6  | 3  | 0  | 3  | 6  | 8  | –2 |
| Sport Boys            | 2    | 6  | 0  | 2  | 4  | 3  | 8  | –5 |

| \| Fecha \| Lugar \| Local \| Resultado \| Visitante \| \| ----------- \| -------- \| --------------------- \| --------- \| --------------------- \| \| 6 de abril \| Lima \| Unión Huaral \| 1:0 \| Sport Boys \| \| 10 de abril \| Mérida \| Estudiantes de Mérida \| 0:2 \| Portuguesa \| \| 3 de mayo \| Lima \| Unión Huaral \| 1:1 \| Portuguesa \| \| 6 de mayo \| Lima \| Sport Boys \| 1:2 \| Portuguesa \| \| 10 de mayo \| Mérida \| Estudiantes de Mérida \| 1:0 \| Unión Huaral \| \| 13 de mayo \| Acarigua \| Portuguesa \| 2:0 \| Unión Huaral \| \| 17 de mayo \| Lima \| Sport Boys \| 1:3 \| Estudiantes de Mérida \| \| 20 de mayo \| Lima \| Unión Huaral \| 2:1 \| Estudiantes de Mérida \| \| 24 de mayo \| Acarigua \| Portuguesa \| 0:0 \| Sport Boys \| \| 27 de mayo \| Mérida \| Estudiantes de Mérida \| 1:0 \| Sport Boys \| \| 2 de junio \| Acarigua \| Portuguesa \| 3:0 \| Estudiantes de Mérida \| \| 2 de junio \| Lima \| Sport Boys \| 1:1 \| Unión Huaral \| |          |                       |           |                       |
| Fecha | Lugar    | Local                 | Resultado | Visitante             |
| 6 de abril | Lima     | Unión Huaral          | 1:0       | Sport Boys            |
| 10 de abril | Mérida   | Estudiantes de Mérida | 0:2       | Portuguesa            |
| 3 de mayo | Lima     | Unión Huaral          | 1:1       | Portuguesa            |
| 6 de mayo | Lima     | Sport Boys            | 1:2       | Portuguesa            |
| 10 de mayo | Mérida   | Estudiantes de Mérida | 1:0       | Unión Huaral          |
| 13 de mayo | Acarigua | Portuguesa            | 2:0       | Unión Huaral          |
| 17 de mayo | Lima     | Sport Boys            | 1:3       | Estudiantes de Mérida |
| 20 de mayo | Lima     | Unión Huaral          | 2:1       | Estudiantes de Mérida |
| 24 de mayo | Acarigua | Portuguesa            | 0:0       | Sport Boys            |
| 27 de mayo | Mérida   | Estudiantes de Mérida | 1:0       | Sport Boys            |
| 2 de junio | Acarigua | Portuguesa            | 3:0       | Estudiantes de Mérida |
| 2 de junio | Lima     | Sport Boys            | 1:1       | Unión Huaral          |

## Semifinal

### Semifinal 1
| Equipo         | Pts. | PJ | PG | PE | PP | GF | GC | DG |
| -------------- | ---- | -- | -- | -- | -- | -- | -- | -- |
| Boca Juniors   | 6    | 4  | 2  | 2  | 0  | 4  | 2  | 2  |
| Deportivo Cali | 3    | 4  | 0  | 3  | 1  | 3  | 4  | –1 |
| Libertad       | 3    | 4  | 1  | 1  | 2  | 2  | 3  | –1 |

| \| Fecha \| Lugar \| Local \| Resultado \| Visitante \| \| ------------ \| ------------ \| -------------- \| --------- \| -------------- \| \| 14 de julio \| Buenos Aires \| Boca Juniors \| 1:0 \| Libertad \| \| 20 de julio \| Asunción \| Libertad \| 0:1 \| Boca Juniors \| \| 27 de julio \| Cali \| Deportivo Cali \| 0:0 \| Libertad \| \| 3 de agosto \| Cali \| Deportivo Cali \| 1:1 \| Boca Juniors \| \| 10 de agosto \| Asunción \| Libertad \| 2:1 \| Deportivo Cali \| \| 16 de agosto \| Buenos Aires \| Boca Juniors \| 1:1 \| Deportivo Cali \| |              |                |           |                |
| Fecha | Lugar        | Local          | Resultado | Visitante      |
| 14 de julio | Buenos Aires | Boca Juniors   | 1:0       | Libertad       |
| 20 de julio | Asunción     | Libertad       | 0:1       | Boca Juniors   |
| 27 de julio | Cali         | Deportivo Cali | 0:0       | Libertad       |
| 3 de agosto | Cali         | Deportivo Cali | 1:1       | Boca Juniors   |
| 10 de agosto | Asunción     | Libertad       | 2:1       | Deportivo Cali |
| 16 de agosto | Buenos Aires | Boca Juniors   | 1:1       | Deportivo Cali |

### Semifinal 2
| Equipo        | Pts. | PJ | PG | PE | PP | GF | GC | DG |
| ------------- | ---- | -- | -- | -- | -- | -- | -- | -- |
| Cruzeiro      | 7    | 4  | 3  | 1  | 0  | 7  | 1  | 6  |
| Internacional | 3    | 4  | 1  | 1  | 2  | 2  | 5  | –3 |
| Portuguesa    | 2    | 4  | 1  | 0  | 3  | 5  | 8  | –3 |

| \| Fecha \| Lugar \| Local \| Resultado \| Visitante \| \| ----------- \| -------------- \| ------------- \| --------- \| ------------- \| \| 3 de julio \| Porto Alegre \| Internacional \| 0:1 \| Cruzeiro \| \| 10 de julio \| Acarigua \| Portuguesa \| 3:0 \| Internacional \| \| 17 de julio \| Acarigua \| Portuguesa \| 0:4 \| Cruzeiro \| \| 24 de julio \| Belo Horizonte \| Cruzeiro \| 0:0 \| Internacional \| \| 27 de julio \| Porto Alegre \| Internacional \| 2:1 \| Portuguesa \| \| 31 de julio \| Belo Horizonte \| Cruzeiro \| 2:1 \| Portuguesa \| |                |               |           |               |
| Fecha | Lugar          | Local         | Resultado | Visitante     |
| 3 de julio | Porto Alegre   | Internacional | 0:1       | Cruzeiro      |
| 10 de julio | Acarigua       | Portuguesa    | 3:0       | Internacional |
| 17 de julio | Acarigua       | Portuguesa    | 0:4       | Cruzeiro      |
| 24 de julio | Belo Horizonte | Cruzeiro      | 0:0       | Internacional |
| 27 de julio | Porto Alegre   | Internacional | 2:1       | Portuguesa    |
| 31 de julio | Belo Horizonte | Cruzeiro      | 2:1       | Portuguesa    |

## Final
| Ida; 6 de septiembre de 1977 | Boca Juniors | 1:0 (1:0) | Cruzeiro | Estadio La Bombonera, Buenos Aires                        |                                                           |
|                              | Veglio 4'    | Reporte   |          | Asistencia: 60 000 espectadores Árbitro(s): Roque Cerullo | Asistencia: 60 000 espectadores Árbitro(s): Roque Cerullo |

| Vuelta; 11 de septiembre de 1977 | Cruzeiro    | 1:0 (0:0) | Boca Juniors | Estadio Mineirão, Belo Horizonte                         |                                                          |
|                                  | Nelinho 78' | Reporte   |              | Asistencia: 80 000 espectadores Árbitro(s): César Orozco | Asistencia: 80 000 espectadores Árbitro(s): César Orozco |

| Desempate; 14 de septiembre de 1977                                            | Boca Juniors                                | 0:0 (t. s.)(5:4 p.)        | Cruzeiro                                         | Estadio Centenario, Montevideo                                |                                                               |
|                                                                                |                                             | Reporte                    |                                                  | Asistencia: 51.821 espectadores Árbitro(s): Vicente Llobregat | Asistencia: 51.821 espectadores Árbitro(s): Vicente Llobregat |
|                                                                                |                                             | Tiros desde el punto penal |                                                  |                                                               |                                                               |
|                                                                                | Mouzo · Tesare · Zanabria · Pernía · Felman |                            | Darci · Neca · Morais · Lívio Damião · Vanderlei |                                                               |                                                               |
| Primera final de Copa Libertadores que se define mediante la ronda de penales. |                                             |                            |                                                  |                                                               |                                                               |

|                                  |
|                                  |
| Campeón Boca Juniors 1.er título |

## Estadísticas

### Goleadores
| Jugador                  | Club                  | Goles |
| ------------------------ | --------------------- | ----- |
| Néstor Scotta            | Deportivo Cali        | 5     |
| Juan César Silva         | Portuguesa            | 5     |
| Dadá Maravilha           | Internacional         | 4     |
| Pedro Pascual Peralta    | Portuguesa            | 4     |
| Jorge Spedaletti         | Everton               | 4     |
| Alberto de Jesús Benítez | Deportivo Cali        | 3     |
| Escurinho                | Internacional         | 3     |
| Juan Espínola            | Libertad              | 3     |
| Guillermo La Rosa        | Sport Boys            | 3     |
| Roberto Mouzo            | Boca Juniors          | 3     |
| Palhinha                 | Corinthians           | 3     |
| Eduardo Rey Muñoz        | Unión Huaral          | 3     |
| Vinicio Ron              | El Nacional           | 3     |
| Juan José Scarpeccio     | Estudiantes de Mérida | 3     |